# Villarrubia de los Ojos (kommunhuvudort)
Villarrubia de los Ojos är en kommunhuvudort i Spanien.   Den ligger i provinsen Provincia de Ciudad Real och regionen Kastilien-La Mancha, i den centrala delen av landet, 130 km söder om huvudstaden Madrid. Villarrubia de los Ojos ligger 629 meter över havet och antalet invånare är 11 191.
Terrängen runt Villarrubia de los Ojos är platt åt sydost, men åt nordväst är den kuperad. Runt Villarrubia de los Ojos är det ganska glesbefolkat, med 34 invånare per kvadratkilometer. Närmaste större samhälle är Daimiel, 16,8 km söder om Villarrubia de los Ojos. Trakten runt Villarrubia de los Ojos består till största delen av jordbruksmark.